# Albanès
L'albanès o albanés (en albanès, gjuha shqipë o shqip) és una llengua indoeuropea. És l'idioma oficial d'Albània i Kosovo i en total hi ha uns 7 milions de persones que el tenen com a llengua materna. També té parlants entre els arbëreshë d'Itàlia.

## Dialectes
Es divideix en tres dialectes:

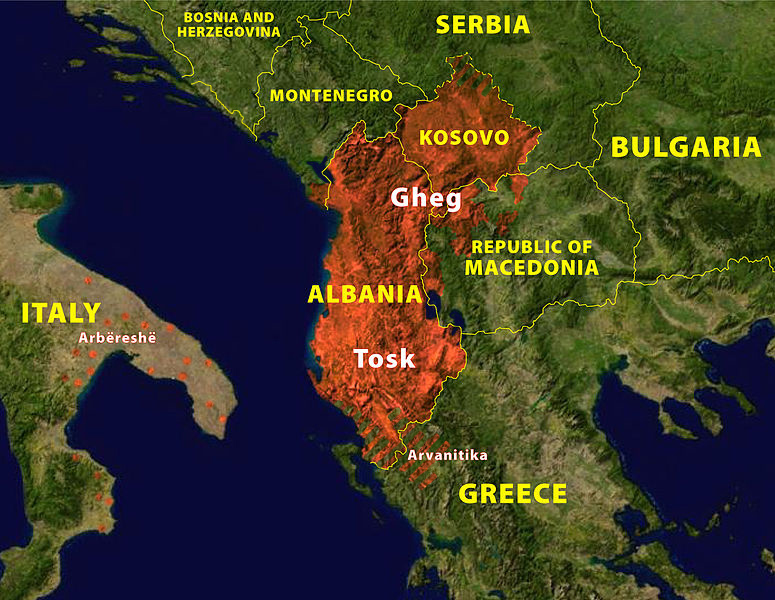
Extensió geogràfica de l'albanès

- Tosc (Tosk) parlat al sud (Tirana), a Itàlia i a l'Epir (un 25% dels albanesos)
- Gheg, parlat al nord d'Albània (Shkodër, Mirditë), a Bar (Tivar), a Macedònia del Nord, de Leskovac a Ohrid, i a Kosovo (el 70% dels albanesos)
- Parlar de transició a Elbasan.

## Característiques
La llengua albanesa fou estandarditzada el 1909 i basada en el parlar d'Elbasan. A Kosovo i Macedònia del Nord parlen el gheg, però el 1974 decidiren unir la seva ortografia a l'albanesa.
L'albanès té 7 vocals, 29 consonants i dos dialectes principals. Els noms es declinen (amb els 5 casos més comuns, els del llatí). L'article es pot col·locar davant o darrere del nom flexionat. La morfologia del verb és força complexa. La majoria de paraules són planes, i es caracteritza per:

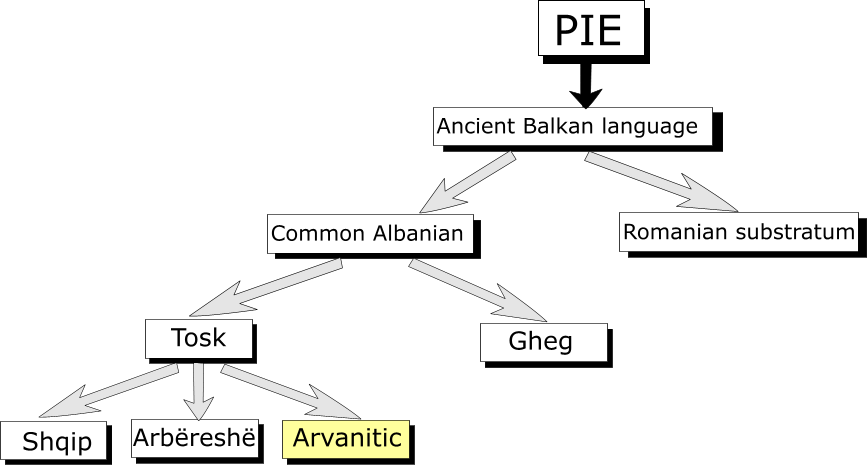
Evolució de les parles albaneses

- Manté restes de l'il·líric, com mantua, mantia-mand, manze  (esbarzer) i grössa-grresë (llima).
- L'alfabet consta de les lletres a, b, c (ts), ç (tx), d, dh (com la d intervocàlica catalana), e, ë (vocal neutra), f, g, gj (dy), h, i, j (y), k, l, ll (l velar), m, n, nj (ny), o, p, q (ty), r, rr, s, sh, t, th (th anglesa de thing), u, v, x (dz), xh (dj), y (u francesa), z i zh (j catalana). Les â, ê i î són nasals en gheg.
- El nom té tres gèneres i cinc casos.
- Un nom és unit a un genitiu o adjectiu per una partícula declinativa: mali i veriut (la muntanya del Nord), mali i bukur (la bella muntanya).
- El verb posseeix un imperfet, aorist, subjuntiu, optatiu, imperatiu, semipassiu i admiratiu.
- El tosk es diferencia per la substitució de les construccions d'infinitiu per construccions de subjuntiu, per l'absència de vocals nasals, per canviar ue, uem per ua, uar, i perquè de vegades transforma n en r.
- El sistema verbal té arcaismes, com la retenció d'actius distints, i finals personals mitjans, i canvia la vocal final del present e en o en la forma de passat, com el bàltic: mbledh (transitiu), mblidhet (intransitiu) o mblodha (passat, 1a persona del singular).
- Hi ha casos als noms, com bukë (pa) - buka (el pa) i als adjectius: një burrë i madh (un gran home) - dy burra te mëdhenj (dos grans homes).
- El verb té nombroses formes irregulars, amb insertacions de casos objectius: i – a dhashë librin atij (Jo li dono el llibre; literalment, li'l jo dono el llibre a ell).

## Ortografia
L'albanès s'ha escrit usant alfabets diversos des dels primers registres del segle xiv. La història de l'ortografia de l'idioma albanès està estretament relacionada amb l'orientació cultural i el coneixement de determinades llengües estrangeres entre els escriptors albanesos. Els primers registres escrits albanesos procedeixen de l'àrea de Gheg a partir de grafies basades en l'italià o el grec. Originàriament, el dialecte Tosk utilitzava l'alfabet grec i en canvi el dialecte Gheg, l'alfabet llatí. Ambdós dialectes també havien fet servir la versió del turc de l'alfabet àrab, l'alfabet ciríl·lic, i també alfabets creats expressament per a l'albanès. En aquest sentit, cal citar l'alfabet d'Elbasan, l'alfabet vithkuqi (creat per Naum Veqilharxhi al segle xix), i altres alfabets com el de Todhri, el de Veso Bey i el de Jan Vellara (vegeu alfabets albanesos originals). Més concretament, els escriptors del nord d'Albània i sota la influència de l'Església catòlica van utilitzar l'alfabet llatí, i les del sud d'Albània i sota la influència de l'església ortodoxa grega, van emprar lletres gregues, mentre que altres a tot Albània i sota la influència de l'islam van usar lletres àrabs. Hi va haver intents inicials de crear un alfabet albanès original durant el període de 1750-1850. Aquests intents es van intensificar després de la Lliga de Prizren i van culminar amb el Congrés de Manastir on es reuniren els intel·lectuals albanesos del 14 al 22 de novembre de 1908, a Manastir (actual Bítola), per tal de decidir quin alfabet usar, i l'ortografia estandarditzada per a l'estàndard albanès. Així es va establir el llenguatge literari. L'alfabet triat i utilitzat des de llavors és l'alfabet llatí amb l'addició de les lletres <ë>, <ç>, i deu dígrafs:  dh, th,  xh,  gj,  nj,  ng,  ll, rr,  zh  i  sh.
Segons Robert Elsie:
El segle que va de 1750 a 1850 va ser una època de gran diversitat ortogràfica a Albània. En aquest període, la llengua albanesa es va escriure en almenys deu alfabets diferents, segurament un rècord per a les llengües europees. (...) les diverses formes en què es va registrar aquesta antiga llengua balcànica, des dels primers documents fins a principis del segle xx (...) consisteixen en adaptacions dels alfabets llatí, grec, àrab i ciríl·lic i (el que és encara més interessant) una sèrie de sistemes d'escriptura inventats localment. La majoria dels darrers alfabets s'han oblidat i són desconeguts fins i tot per als mateixos albanesos.

## Fonologia

### Vocals
| Fonemes | Escrit | Pronunciació com a... |
| ------- | ------ | --------------------- |
| /i/     | i      | Igualada              |
| /ɛ/     | e      | bèstia                |
| /a/     | a      | casa                  |
| /ə/     | ë      | home                  |
| /ɔ/     | o      | òpera                 |
| /y/     | y      | en francès, voiture   |
| /u/     | u      | Urgell                |

### Consonants
|            | Labial | Dental | Alveolar | Postalveolar | Palatal | Velar | Glotal |
| ---------- | ------ | ------ | -------- | ------------ | ------- | ----- | ------ |
| Oclusiva   | p b    |        | t d      |              | c ɟ     | k g   |        |
| Africada   |        |        | ts dz    | tʃ dʒ        |         |       |        |
| Fricativa  | f v    | θ ð    | s z      | ʃ ʒ          |         |       | h      |
| Nasal      | m      |        | n        |              | ɲ       | ŋ     |        |
| Aproximant |        | l      |          |              | j       | ɫ     |        |
| Vibrant    |        | ɾ r    |          |              |         |       |        |

| Fonema (segons l'IPA) | Escrit | Pronunciació com a...                                 |
| --------------------- | ------ | ----------------------------------------------------- |
| /p/                   | p      | Pallars                                               |
| /b/                   | b      | Bossòst                                               |
| /t/                   | t      | Tarragona                                             |
| /d/                   | d      | Dinamarca                                             |
| /c/                   | q      | semblant a l'anglès hot year o al grec kiri           |
| /ɟ/                   | gj     | semblant a l'anglès did you o al grec gia             |
| /k/                   | k      | Canet, Jonquera                                       |
| /g/                   | g      | Gósol, Figueres                                       |
| /ts/                  | c      | potser                                                |
| /dz/                  | x      | dotze                                                 |
| /tʃ/                  | ç      | cotxe                                                 |
| /dʒ/                  | xh     | metge                                                 |
| /θ/                   | th     | en anglès, thing; en castellà, zapato, en grec Athina |
| /ð/                   | dh     | en anglès this, en grec Rodhos                        |
| /f/                   | f      | Figueres                                              |
| /v/                   | v      | en català eivissenc, vint                             |
| /s/                   | s      | Sabadell                                              |
| /z/                   | z      | pinzell                                               |
| /ʃ/                   | sh     | xocolata                                              |
| /ʒ/                   | zh     | Girona, pujada                                        |
| /h/                   | h      | en anglès, hat                                        |
| /m/                   | m      | Manresa                                               |
| /n/                   | n      | Noguera                                               |
| /ɲ/                   | nj     | Canyelles                                             |
| /l/                   | l      | lògica                                                |
| /j/                   | j      | hiena                                                 |
| /lˠ/                  | ll     | ela velaritzada, com en català núvol                  |
| /r/                   | rr     | ferro (el contrast entre rr i r és com en català)     |
| /ɾ/                   | r      | cara                                                  |

Hi ha una tendència en el parlar a confondre les oclusives palatals amb les africades palatals corresponents,
és a dir: q [c] amb ç [tʃ], i per altra part gj [ɟ] amb xh [dʒ].

## Història[calcitació]
És considerada parla indoeuropea des del 1854 per Franz Bopp. L'albanès s'escriu des del segle xvi, alternant diferents alfabets (incloent-ne un de propi). A l'actualitat usa l'alfabet llatí. Al segle xv se'n va frenar l'ús per la invasió turca, però es va reprendre al segle xx.